# Даррико, Огюстен
Огюстен Даррико (фр. Augustin Darricau; 1773—1819) — французский военный деятель, дивизионный генерал (1811 год), барон Империи (1808 год), участник революционных и наполеоновских войн. Имя генерала выбито на Триумфальной арке в Париже.

## Биография
Родился 5 июля 1773 года в городке Тарта, провинция Гасконь, в семье Жана-Марка Даррико, барона Траверса (фр. Jean-Marc Darricau, baron des Traverses), и Катрин де Нёрисс (фр. Cartherine de Neurisse). В возрасте 18 лет поступил на службу в батальон волонтёров департамента Ланды, и уже 17 октября 1791 года был избран капитаном. В кампаниях 1792 и 1793 годов сражался в рядах Альпийской армии, был при осаде Тулона. В результате амальгамы, его батальон влился сперва в ряды 70-й, а затем 75-й линейной полубригады.
Служил в Итальянской армии, в бою при Болонье 2 июля 1795 года был ранен пулей в правую ногу. Вновь отличился при Дего 14 апреля 1796 года, когда одним из первых ворвался на вражеский редут и был ранен пулей в голень левой ноги. Недолго прослужив в составе Гельветической армии, в 1798 году был зачислен в ряды Восточной армии. За свои умелые действия в Египетской кампании, 22 октября 1799 года был произведён генералом Клебером в командиры батальона 75-й линейной полубригады, 13 марта 1801 года в сражении при Александрии был ранен в правое бедро. 27 апреля 1801 года повышен в звании до командира бригады, и получил под своё начало 32-ю линейную полубригаду.

После возвращения во Францию, продолжил службу во главе 32-го полка линейной пехоты в гарнизоне Сен-Дени, который входил в состав Армии Берегов Океана. В декабре 1804 года женился на Марте-Франсуазе Эбенгр (фр. Marthe-Françoise Ebingre), дочери промышленника, происходившего из кальвинистской семьи Женевы, переехавшей в Париж до революции. У пары родилось двое сыновей:
- в 1807 году родился сын Родольф (фр. Rodolphe-Augustin Darricau), который впоследствии сделал карьеру на флоте, и дослужился до звания контр-адмирала, а также был губернатором Реюньона;
- в 1808 году родился сын Шарль-Даниэль (фр. Charles-Daniel Darricau), который сделал карьеру в армии, и бы генерал-интендантом военного ведомства при Наполеоне III.

Огюстен Даррико отличился со своим полком в составе дивизии Дюпона 6-го корпуса Великой Армии в Австрийской кампании 1805 года. Сперва в сражении против эрцгерцога Фердинанда и генерала Мака 11 октября 1805 года при Хаслах-Юнгингене захватил в плен 3000 австрийцев, которых смог доставить во французский лагерь сквозь 6-тысячный отряд неприятельской кавалерии; затем 11 ноября 1805 года атаковал в штыки 6-тысячную русскую колонну, угрожающую тылам корпуса маршала Мортье в сражении у Дюренштейна. 25 декабря 1805 года стал комманданом Почётного легиона.
Отличился Даррико и в следующей кампании. 17 октября 1806 года в сражении при Галле он первым бросился на мост через реку Зале, его лошадь при этом была несколько раз пронзена штыком, но он смог сбить противника со всех позиций, а затем захватил 3000 пленных и 6 орудий. Вновь прославился мужеством 27 января 1807 года в сражении при Морунгене. 14 февраля 1807 года был заслуженно повышен в звании до бригадного генерала. 30 апреля 1807 года стал командиром 2-й бригады 2-й пехотной дивизии 1-го армейского корпуса Великой Армии, 14 июня 1807 года отличился в сражении при Фридланде.
7 сентября 1808 года переведён со своей бригадой в Армию Испании. 10 ноября 1808 года командовал резервом в сражении при Эспиносе. 30 ноября как всегда страстно сражался при Сомосьерре, 3 декабря участвовал в штурме Мадрида, после чего 22 декабря вместе с основными силами Наполеона направился в Галисию против англичан. Сразу после этой экспедиции направился в Бенавенте, и занял города Торо, Замору и Саламанку. 12 апреля 1809 года захватывает плацдарм, позволивший окружить город Алькантара. После гибели генерала Лаписса при Талавере 28 июля 1809 года, возглавил его 2-ю дивизию. 10 мая 1811 года был назначен губернатором Пуэрто-де-Санта-Марии, позже оккупировал Севилью, а 31 июля 1811 года произведён в дивизионные генералы.
Получил в январе 1812 года в командование 2-ю пехотную дивизию 5-го корпуса Южной армии, действовал в Эстремадуре, в ходе отступления в Андалусию захватил город и форт Чинкелла, вынудив гарнизон к капитуляции. В то время, когда английская армия отступала на Сьюдад-Родриго, Даррико напал со своей дивизией на тыл противника у Сан-Муньоса, разбил его, рассеял и захватил значительное число пленных. 21 июня 1813 года был ранен пулей в предплечье в сражении при Витории. После этого, 9 февраля 1814 года, получил задание от маршала Сульта привести его родной департамент Ланды в состояние обороны. 8 марта 1814 года заменил на посту командира 1-й пехотной дивизии Пиренейской армии раненого при Ортезе генерала Фуа, участвовал в боях у Вик-ан-Бигорра 19 марта и у Тарба 20 марта. 10 апреля 1814 года отличился в сражении при Тулузе, где сумел отбить все атаки англичан на три моста через канал от Гаронны до Альби.
При первой реставрации назначен комендантом Перпиньяна, во время «Ста дней» присоединился к Императору и 15 мая 1815 года был назначен командиром 24-х батальонов тиральеров Национальной гвардии Парижа. После отказа от обороны столицы вышел в отставку и удалился в Дакс. Умер там же 6 мая 1819 года в возрасте 45 лет.

## Воинские звания
- Капитан (17 октября 1791 года);
- Командир батальона (22 октября 1799 года);
- Полковник (27 апреля 1801 года, утверждён 27 августа 1803 года);
- Бригадный генерал (14 февраля 1807 года);
- Дивизионный генерал (31 июля 1811 года).

## Титулы
- Барон Даррико и Империи (фр. baron Darricau et de l'Empire; декрет от 19 марта 1808 года, патент подтверждён 27 июля 1808 года в Тулузе)[1].

## Награды
Легионер ордена Почётного легиона (11 декабря 1803 года)
 Офицер ордена Почётного легиона (14 июня 1804 года)
 Коммандан ордена Почётного легиона (25 декабря 1805 года)
 Кавалер ордена Железной короны (23 декабря 1807 года)
 Кавалер военного ордена Святого Людовика (29 июля 1814 года)
 Великий офицер ордена Почётного легиона (14 февраля 1815 года)